# Liste der Kreisstraßen in Rosenheim
Die Liste der Kreisstraßen in Rosenheim ist eine Auflistung der Kreisstraßen in der bayerischen Stadt Rosenheim mit deren Verlauf.

## Abkürzungen
- RO: Kreisstraße im Landkreis Rosenheim
- ROs: Kreisstraße in der kreisfreien Stadt Rosenheim

## Liste
Nicht vorhandene bzw. nicht nachgewiesene Kreisstraßen werden in Kursivdruck gekennzeichnet, ebenso Straßen und Straßenabschnitte, die unabhängig vom Grund (Herabstufung zu einer Gemeindestraße oder Höherstufung) keine Kreisstraßen mehr sind.
Der Straßenverlauf wird in der Regel von Nord nach Süd und von West nach Ost angegeben.
| Nr. ROs | Verlauf                                                        |
| ------- | -------------------------------------------------------------- |
| ROs 19  | (RO 19 im Landkreis Rosenheim) – Stadtgrenze – Schlößlstraße – |